# Луцій Ліциній Мурена (претор 117 року до н. е.)
Луцій Ліциній Мурена (*Lucius Licinius Murena, бл. 157 до н. е. — після 115 до н. е.) — політичний діяч часів Римської республіки.

## Життєпис
Походив з заможного плебейського роду Ліциніїв Мурен. Син Луція Ліцинія Мурени, претора 146 року до н. е. Народився близько 157 року до н. е. Про нього відомо замало. У 117 році до н. е. (за іншими відомостями 100 до н. е.) обирається претором.

## Родина
- Луцій Ліциній Мурена, претор 88 року до н. е.
- Публій Ліциній Мурена, проскибовано